# Nicolas Beau
Pour les articles homonymes, voir Beau (homonymie).
Nicolas Beau, né le 2 juin 1952, est un journaliste et écrivain français.

## Biographie
Nicolas Beau suit ses études secondaires à l'école Saint-Martin de France, à Pontoise dirigée par le Père Dabosville, représentant d'un catholicisme ouvert ; il est diplômé de l'IEP Paris en 1973. Il a travaillé pour le Quotidien du Médecin, Le Monde, Libération, l'agence CAPA, le Nouvel Économiste, L'Expansion et en tant que journaliste d'investigation au Canard enchaîné. Entre 2007 et 2012, il est rédacteur en chef du site Internet d'information satirique Bakchich.
Pendant le mois d’août 2012, il fut rédacteur en chef du site internet de Marianne (appelé Marianne 2), activité abandonnée en septembre 2012.
Puis il crée Mondafrique, un site d'information et d'enquête sur l'Afrique francophone (Maghreb et Afrique de l'Ouest).
Il est notamment le coauteur d'un article écrit avec Hervé Liffran, dans Le Canard enchaîné en février 2007, mettant en cause les relations de Nicolas Sarkozy avec le Groupe immobilier Lasserre. Nicolas Beau est également l'auteur avec Hervé Liffran de l'article paru dans Le Canard enchaîné et, avec Olivier Toscer, du livre aux éditions Les Arènes sur le compte japonais présumé de Jacques Chirac.